# Mespila
Mespila (Μέσπιλα) fou una antiga ciutat d'Assíria que esmenta com a deserta Xenofont en la seva retirada des del nord de Babilònia, que diu que fou una antiga ciutat dels medes i que les seves muralles eren immenses; la ciutat era governada per una princesa que va fugir quan van arribar els perses que van tenir molts problemes per conquerir-la. Correspon a les ruïnes de Kojujik, a la vora de Mosul, el nom de la qual se segurament una corrupció del de l'antiga ciutat.